# Artur Mas
Artur Mas i Gavarró (Barcelona, 31 de enero de 1956) es un economista y político español asociado al Partido Demócrata Europeo Catalán de 2016 a 2023, y presidente de la Generalidad de Cataluña entre 2010 y 2016.
De ideología liberal, nacionalista e independentista catalana, es licenciado en Ciencias Económicas y Empresariales por la Universidad de Barcelona. Antes de ser investido presidente, fue concejal del Ayuntamiento de Barcelona entre 1987 a 1995, diputado de la vi, vii, viii, ix, x y xi legislaturas del Parlamento de Cataluña (1995-2016), y consejero en varios ejecutivos autonómicos de Jordi Pujol. De 2012 hasta su disolución en 2016 presidió Convergencia Democrática de Cataluña. En julio de 2016 fue elegido en primarias presidente del PDeCAT, cargo del que dimitió en enero de 2018.

## Biografía

### Primeros años

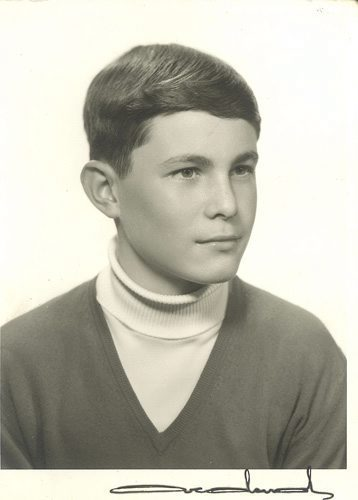
Artur Mas joven.

Arturo Mas Gavarró —inscrito en el registro civil con ese nombre de pila, debido a la obligación durante el franquismo del registro de nombres en castellano—, nació en Barcelona el 31 de enero de 1956. Se cambiaría el nombre de pila a Artur en el año 2000. Es el mayor de cuatro hermanos, perteneciente a una familia relacionada con la industria textil de Sabadell y con la industria metalúrgica del Pueblo Nuevo, cuyos antepasados habían hecho su fortuna con el tráfico ilegal de esclavos. Su tatarabuelo, Joan Mas Roig, oriundo de Vilassar de Mar, fue capitán de barco negrero, y en 1844 llegó a transportar a 825 esclavos de Ouidah a Brasil. Merced a este comercio, amasó una considerable fortuna.
Domina el catalán, español, francés e inglés, estos últimos idiomas debido a los estudios cursados en el Liceo Francés de Barcelona y el Aula Escuela Europea.[cita requerida] Posteriormente se licenció en Ciencias Económicas y Empresariales por la Universidad de Barcelona.
Trabajó, hasta los veintiséis años, en diferentes empresas del sector privado y en el año 1982 entró en el sector público como colaborador en el Departamento de Comercio, Consumo y Turismo de la Generalidad de Cataluña en la promoción exterior y la captación de inversiones extranjeras para Cataluña. Fue jefe del Servicio de Firas y director general de Promoción Comercial.
Fue concejal del Ayuntamiento de Barcelona (1987-1995) y diputado en el Parlamento de Cataluña desde 1995 hasta 2016. Pese a haberse presentado en las listas electorales de Convergència i Unió de las municipales de 1987 como candidato de CDC, no se dio de alta como militante de Convergencia Democrática de Cataluña (CDC) hasta 1991. En 1995 fue nombrado consejero de Política Territorial y Obras Públicas del Gobierno de Jordi Pujol, cargo que ocupó hasta 1997, cuando fue nombrado consejero de Economía y Finanzas.

### Primer consejero
El 17 de enero de 2001 dejó la consejería de Economía para ser primer consejero de la Generalidad de Cataluña, cargo del que tomó posesión al día siguiente y que ocupó hasta el 18 de diciembre de 2003, cuando fue nombrado presidente de la Generalidad el socialista Pasqual Maragall.
En las elecciones al Parlamento de Cataluña del 16 de noviembre de 2003 asumió la candidatura de la federación de Convergència i Unió que quedó en segundo lugar en número de votos tras la candidatura del Partido de los Socialistas de Cataluña, liderada por Pasqual Maragall, aunque la superó en número de escaños, debido al sistema electoral existente en Cataluña. A raíz de estos resultados se produjo la formación del gobierno catalán por parte del Partido de los Socialistas de Cataluña, Esquerra Republicana de Catalunya e Iniciativa per Catalunya Verds-Esquerra Alternativa, que alcanzaron un acuerdo para formar gobierno bajo la presidencia de Pasqual Maragall, después de más de dos décadas ininterrumpidas de gobiernos de Convergència i Unió.
Durante su etapa de Consejero se vio envuelto en los casos de corrupción denominados del 3 %, en referencia a las comisiones que cobraba su partido por adjudicaciones

### Jefe de la oposición
El 27 de mayo de 2004 pasó a ser jefe de la oposición de Cataluña tras la constitución del tripartito que llevó a la presidencia de la Generalidad a Pasqual Maragall (PSC).
En un pleno extraordinario del Parlament de Catalunya celebrado el 24 de febrero de 2005, a causa del derrumbamiento en el barrio del Carmelo en Barcelona por las obras del metro, estando Maragall como presidente de la Generalidad, dejó un mensaje en público. Se dirigió al entonces jefe de la oposición, Artur Mas (de la entonces federación Convergencia y Unión), y le dijo, refiriéndose a supuestos cobros de comisiones en la adjudicación de obras:

“Vostès tenen un problema, i aquest problema es diu tres per cent“ (Ustedes tienen un problema, y ese problema se llama tres por ciento). Pasqual Maragall a Artur Mas, en el Parlament, 24 de febrero de 2005.

Tras esta frase Artur Mas, que en ningún momento niega la veracidad de la misma, amenaza a Maragall con que si no retira del registro esta afirmación "manda esta legislatura a hacer puñetas" y se refirió (sin mencionarlo explícitamente) a que se pondría fin a la participación de CiU en la redacción del nuevo Estatuto catalán. Maragall accedió a la demanda y retiró sus palabras.

### Presidente de la Generalidad de Cataluña (2010-2016)

#### Primera Legislatura
IX legislatura del Parlamento de Cataluña
El 18 de enero de 2010 Artur Mas fue proclamado por tercera vez consecutiva candidato de CiU a la presidencia de la Generalidad para las elecciones de 2010. La designación se produjo en un contexto en el que todas las encuestas apuntaban a un fuerte crecimiento electoral de la formación nacionalista.
El 28 de noviembre de 2010, su formación obtuvo una amplia victoria en las elecciones al Parlamento de Cataluña, con el 46 % de los diputados de la cámara (62 escaños). Esta holgada victoria hacía evidente la amplia mayoría parlamentaría de CiU y su acceso al Gobierno de Cataluña, así como la elección de Mas como presidente de la Generalidad. Oriol Pujol era el nuevo jefe del grupo parlamentario de CiU en el Parlamento de Cataluña. 
El parlamento catalán giraba hacia una mayoría de derechas. Sin posibilidad de acuerdo con la izquierda para aprobar presupuestos y leyes austeras, el pacto de abstención del Partido Popular permitía dar paso al Gobierno de Convergència i Unió. Habiéndose constituido el Parlamento, el 16 de diciembre de 2010, la presidenta del Parlamento, Núria de Gispert, lo propuso como candidato a la presidencia de la Generalidad. En el discurso de investidura del 20 de diciembre, Mas reivindicó un nuevo modelo de financiación para Cataluña como el gran reto para los próximos años y ya proclamó la "transición nacional" de Cataluña basada en el derecho a decidir.
Fue investido presidente de la Generalidad de Cataluña, el 23 de diciembre de 2010, al contar con los votos favorables del grupo parlamentario de Convergència i Unió, y la abstención del grupo parlamentario del Partido de los Socialistas de Cataluña (PSC) en una segunda vuelta. Asumió el cargo oficialmente el 27 de diciembre de la mano de su predecesor José Montilla. El mismo día nombró su Gobierno, que tomó posesión el 29 de diciembre.

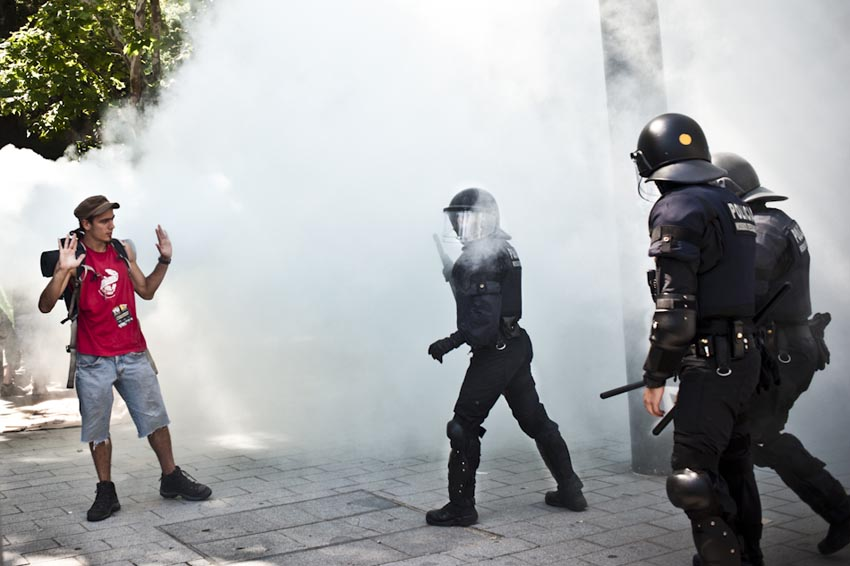
Un manifestante del 15-M delante de los Mozos de Escuadra en las protestas del 15 de junio de 2011 frente al Parlament. Los diputados tuvieron que entrar escoltados en vehículos blindados y el entonces presidente Artur Mas lo hizo en helicóptero, en una imagen muy comentada.

En 2011 estalló en toda España el movimiento de protesta social conocido como "15-M". Pero en Cataluña este movimiento subió un grado la escalada de la confrontación social tras los incidentes provocados por los manifestantes del 15-M el 15 de junio de 2011 frente al Parlament, que obligó a una parte de los políticos a entrar escoltados en vehículos blindados, y al ya entonces presidente Artur Mas a entrar en helicóptero. Otros políticos también sufrieron insultos, escupitajos y arrojamiento de objetos varios.
Este hecho ha provocado que numerosos periodistas, políticos e intelectuales —tanto favorables al proceso como en contra— hayan indicado que esas protestas fuero una de las claves que explicaría la posterior sucesión de acontecimientos. Por ejemplo, el periodista Enric Juliana —uno de los autores del editorial conjunto contra la sentencia del Estatut— admitió años después que el proceso soberanista de Cataluña pudo ser creado para intentar desviar la atención de la crisis económica y las protestas ciudadanas:

“[...] Hasta que un día se encontró con el Parlament de Catalunya rodeado de manifestantes, inflamados por las consignas del 15-M. Algunos diputados fueron acosados y el gobierno catalán tuvo recurrir a un helicóptero para poder entrar en el recinto. (15 de junio del 2011). Es el único gobierno europeo al que le ha ocurrido una cosa similar en los últimos diez años. Aquel día también podríamos decir que empezó todo. El jansenismo empezó a pensar que quizá se estaba equivocando. CiU empezaba a bajar en los sondeos y en paralelo a la protesta urbana del 15-M, en las capitales de comarca aceleraba y ganaba adeptos el otro movimiento contestatario: “In-de-pen-dència!” Dicho en pocas palabras: “Si es la hora de los radicales, también nosotros vamos a ser radicales” [...]. Enric Juliana, La Vanguardia 2 de abril de 2017.

Resumiendo, en plena crisis económica, social y de relación con el gobierno central, Mas y al frente y con apoyo del partido CDC, inicia un giro independentista a favor de la autodeterminación de Cataluña, que dará lugar al llamado proceso soberanista de Cataluña. El pacto fiscal con el gobierno de España se convirtió en el asunto central de la legislatura para Convergència i Unió, lo que desembocó en la convocatoria de nuevas elecciones anticipadas resultando en una legislatura de solo dos años.

#### Segunda legislatura
X legislatura del Parlamento de Cataluña

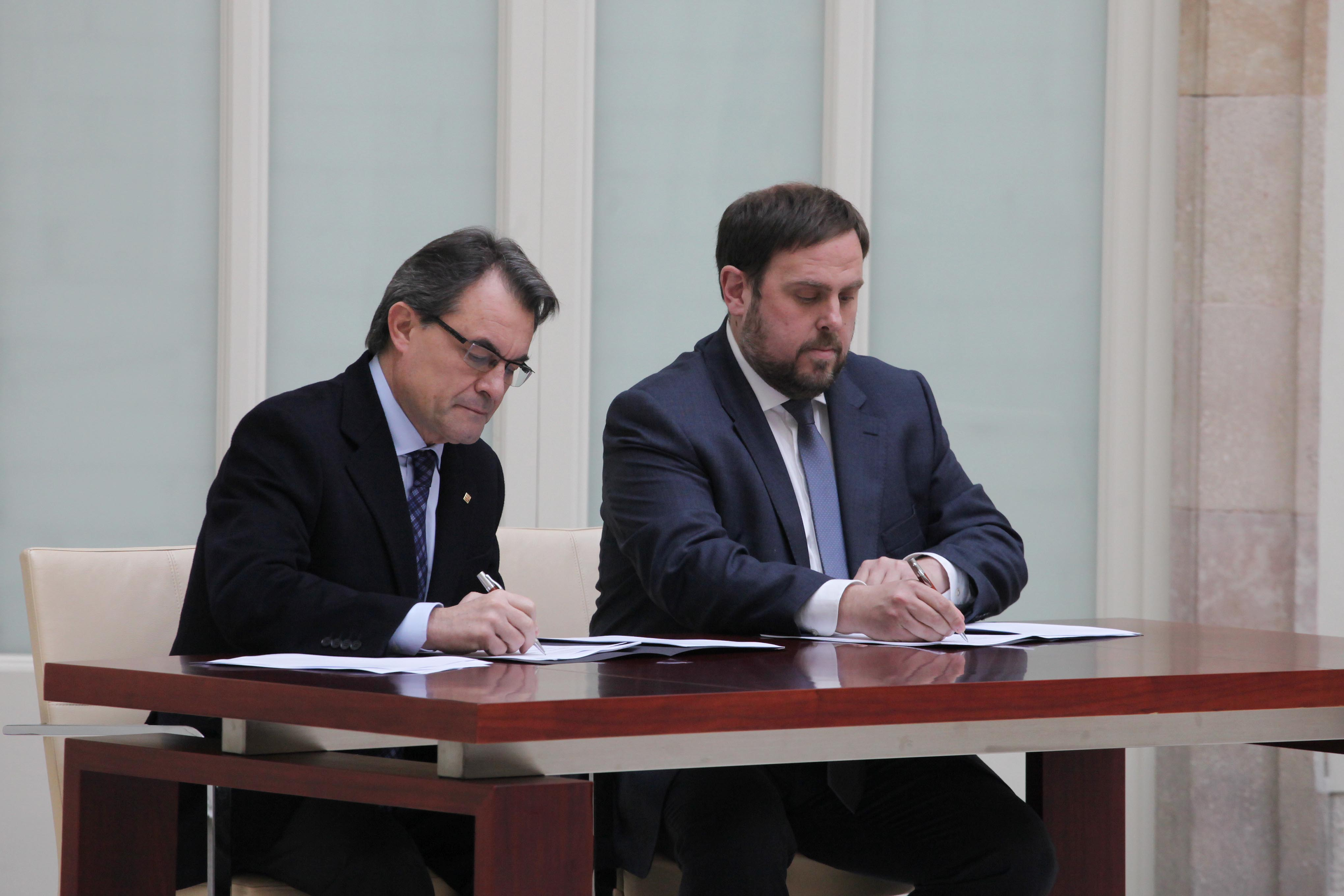
El presidente de la Generalidad de Cataluña Artur Mas y el jefe de la oposición Oriol Junqueras, firmando el pacto de gobernabilidad 2012-2016 el día 19 de diciembre de 2012.

El 25 de septiembre de 2012, tras una masiva Diada a la que decidió no acudir, convoca las elecciones al Parlamento de Cataluña de 2012 para el 25 de noviembre, dos años antes de lo previsto, tras la imposibilidad de conseguir un mejor escenario político, así como más favorable pacto fiscal para Cataluña (al no conseguir acuerdos en su reunión con el presidente del Gobierno Mariano Rajoy) y articulando su programa electoral en torno al soberanismo. Finalmente, la pérdida de 12 escaños de la formación se interpretó -desde algunos sectores- como un fracaso de la apuesta de CiU para ser el guía del proceso soberanista en Cataluña.
Nueve días antes de la celebración de las elecciones, el diario El Mundo, citando un «borrador» de la UDEF, había publicado que parte de las comisiones que las empresas pagaban a Convergencia Democràtica de Catalunya a través de la trama del Palau de la Música «se han desviado a cuentas personales de sus dirigentes», entre ellos Artur Mas y su padre. El Ministerio del Interior abrió una investigación interna que no obtuvo ningún resultado y el comisario jefe de la UDEF declaró ante el juez del caso Palau en Barcelona que el «borrador» en que se basaba la noticia de El Mundo era falso y que no había salido de su unidad. Nada más conocerse los resultados de las elecciones el director de El Mundo Pedro J. Ramírez escribió el siguiente tuit: «Quién nos iba a decir que en la redacción de EL MUNDO tendríamos la sensación de haber ganado unas elecciones autonómicas en Cataluña!».

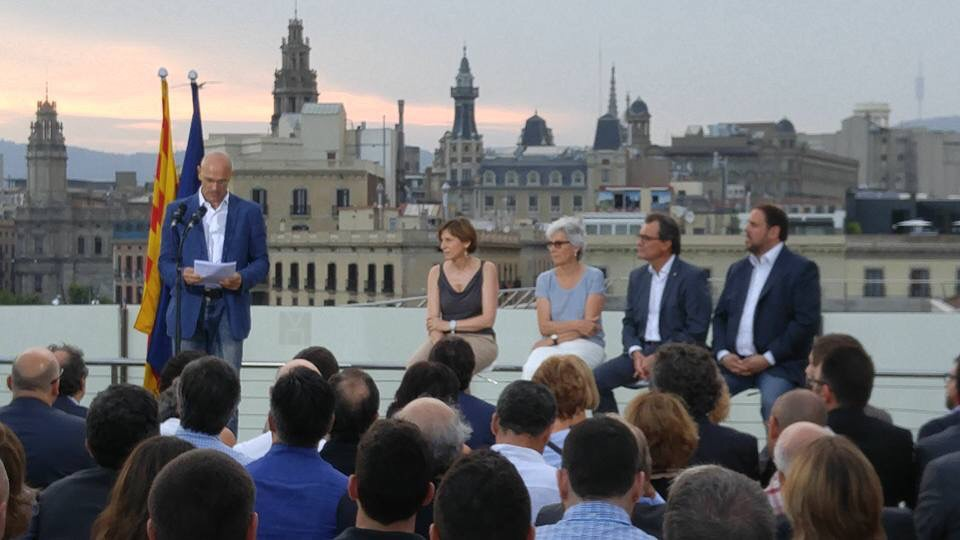
Presentación de la candidatura de Juntos por Sí, con Raül Romeva, Carmen Forcadell, Muriel Casals, Artur Mas y Oriol Junqueras.

Fue investido Presidente de la Generalidad por segunda vez con los votos a favor de CiU y del principal partido de la oposición, ERC (72 escaños), y con los votos en contra del resto de partidos; PSC, PP, Cs y CUP (63 escaños) en el día 24 de diciembre de 2012. La nueva legislatura se vio marcada por los recortes y el límite del déficit impuestos.
El día 23 de enero de 2013, en el primer pleno de la nueva legislatura, el Parlamento aprobó la Declaración de Soberanía y del derecho a decidir del pueblo de Cataluña con 85 votos a favor. En 2013 Mas convocó una consulta sobre la independencia de Cataluña que se celebraría en el 9 de noviembre de 2014, pero el gobierno español la impugnó dos veces y finalmente solo se pudo celebrar un proceso participativo sin ningún valor jurídico. Este, finalmente, acabó con el 80,76% de los votos a favor del sí y con el 4,54% a favor del no, pero la participación fue solo del 37.02%.

#### Terceras elecciones y retirada política
XI legislatura del Parlamento de Cataluña
En 25 de diciembre propuso la creación de una lista única formada por partidos políticos, sociedad civil y profesionales (expertos reconocidos) a favor de la independencia para presentarse en las elecciones autonómicas que convocaría en el 27 de septiembre de 2015.

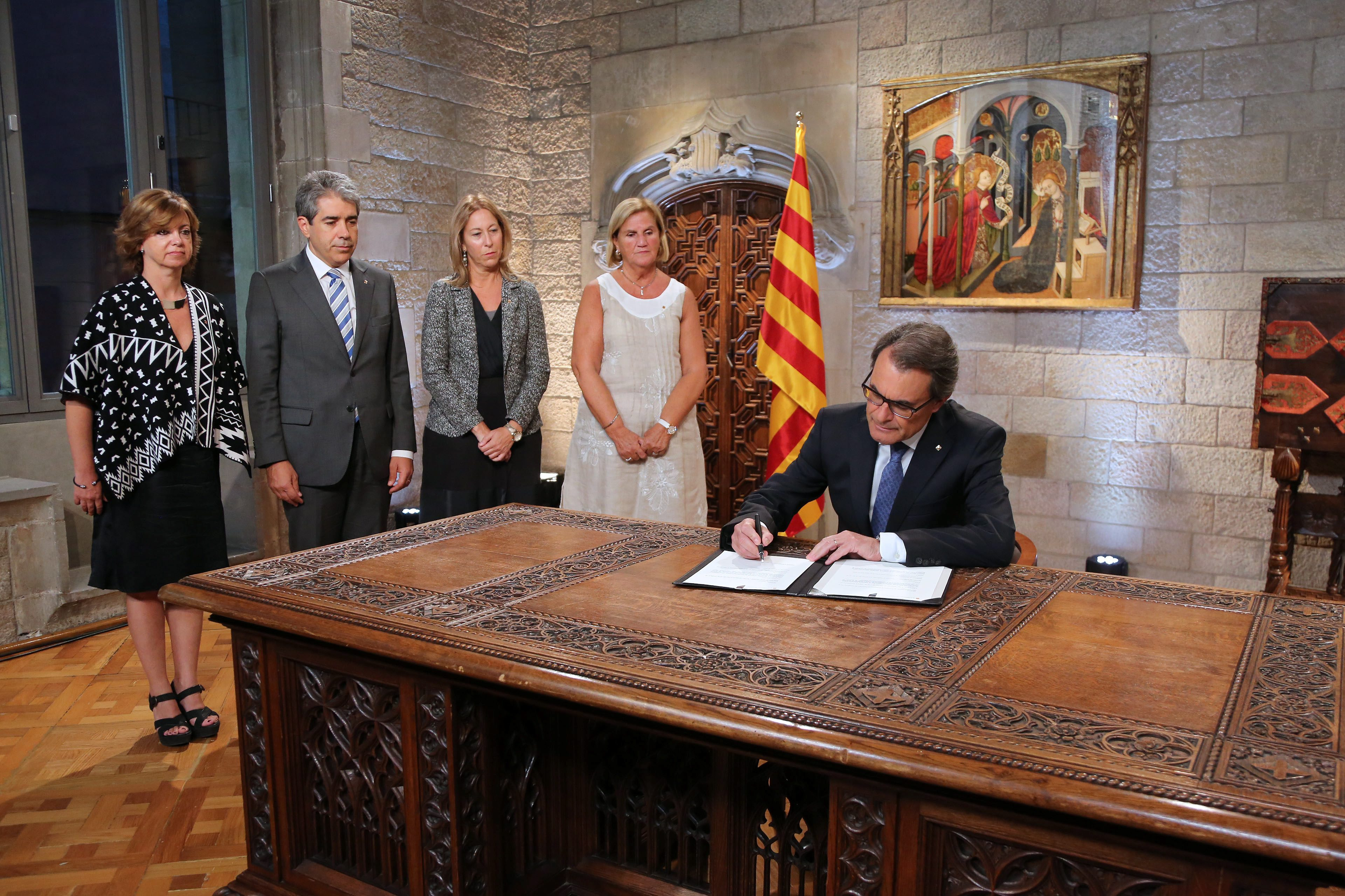
Artur Mas firmando la convocatoria de elecciones al Parlamento de Cataluña 2015.

Finalmente la lista única independentista para presentarse a las elecciones fue creada con el nombre de Junts pel Sí (en español "Juntos por el Sí"), y el candidato a la Presidencia era Mas a pesar de no encabezar la lista, estando en el número 4. La campaña electoral de Junts pel Sí comenzó el día 11 de septiembre de 2015, queriendo presentar las elecciones como plebiscitarias y pidiendo una mayoría clara del sí a la independencia "para garantir el único cambio real en Cataluña".
Los resultados de las elecciones del 27 de septiembre dieron a Junts pel Sí 62 escaños y 1.957.348 votos, siendo la fuerza más votada en todas las provincias, comarcas y en la mayoría de los municipios, pero sin obtener la mayoría absoluta tan pedida durante la campaña. A pesar de ello, el independentismo ganó en escaños, ya que sumando los 10 escaños de la Candidatura de Unidad Popular se superaban los 68 necesarios para la mayoría absoluta, pero no en votos, ya que sumando los votos de ambas formaciones llegan el 47,8%. Mas calificó el resultado de las elecciones de victoria, y también señaló que "habían obtenido el mandato explícito para llevar adelante el proceso de independencia".

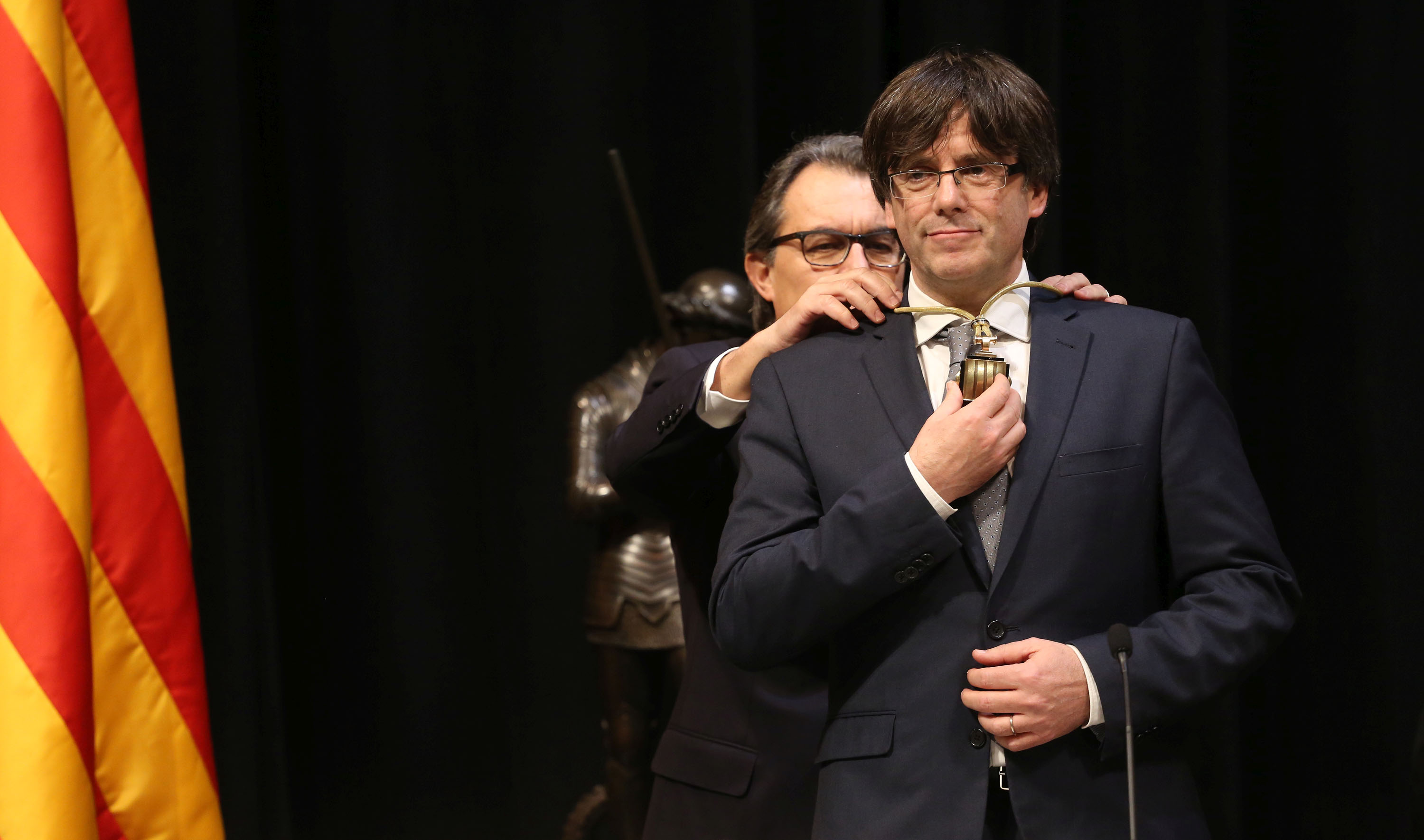
Mas coloca la medalla de presidente a Carles Puigdemont, el 12 de enero de 2016.

Las negociaciones para una investidura fueron muy largas, puesto que Mas necesitaba los votos de la CUP para poder ser investido presidente, y este partido había manifestado ya desde la campaña que no investiría a Mas. Los días 10 y 12 de noviembre se celebró un intento de investidura, pero como se esperaba Mas solo obtuvo los votos de los 63 diputados de Junts pel Sí, insuficientes para ser investido presidente hasta con mayoría simple. A partir de entonces, si en 2 meses no había investidura, se tendrían que repetir elecciones en marzo de 2016.
Finalmente, el 9 de enero de 2016, después de un acuerdo in extremis entre Junts pel Sí y la CUP, se anunció que Mas sería sustituido como presidente de la Generalidad por Carles Puigdemont, y el nuevo candidato fue investido al día siguiente, con 70 votos a favor (62 de JxSí y 6 de la CUP), dos abstenciones (de la CUP) y el resto de votos en contra. El día 12 de enero entró en vigor el cese de Mas.

### Después de la Presidencia
El día siguiente a la investidura de Carles Puigdemont como presidente de la Generalidad Mas renunció a su acta de diputado y se centró en la refundación de Convergència, su partido.

### Presidente del Partido Demócrata Europeo Catalán (2016-2018)

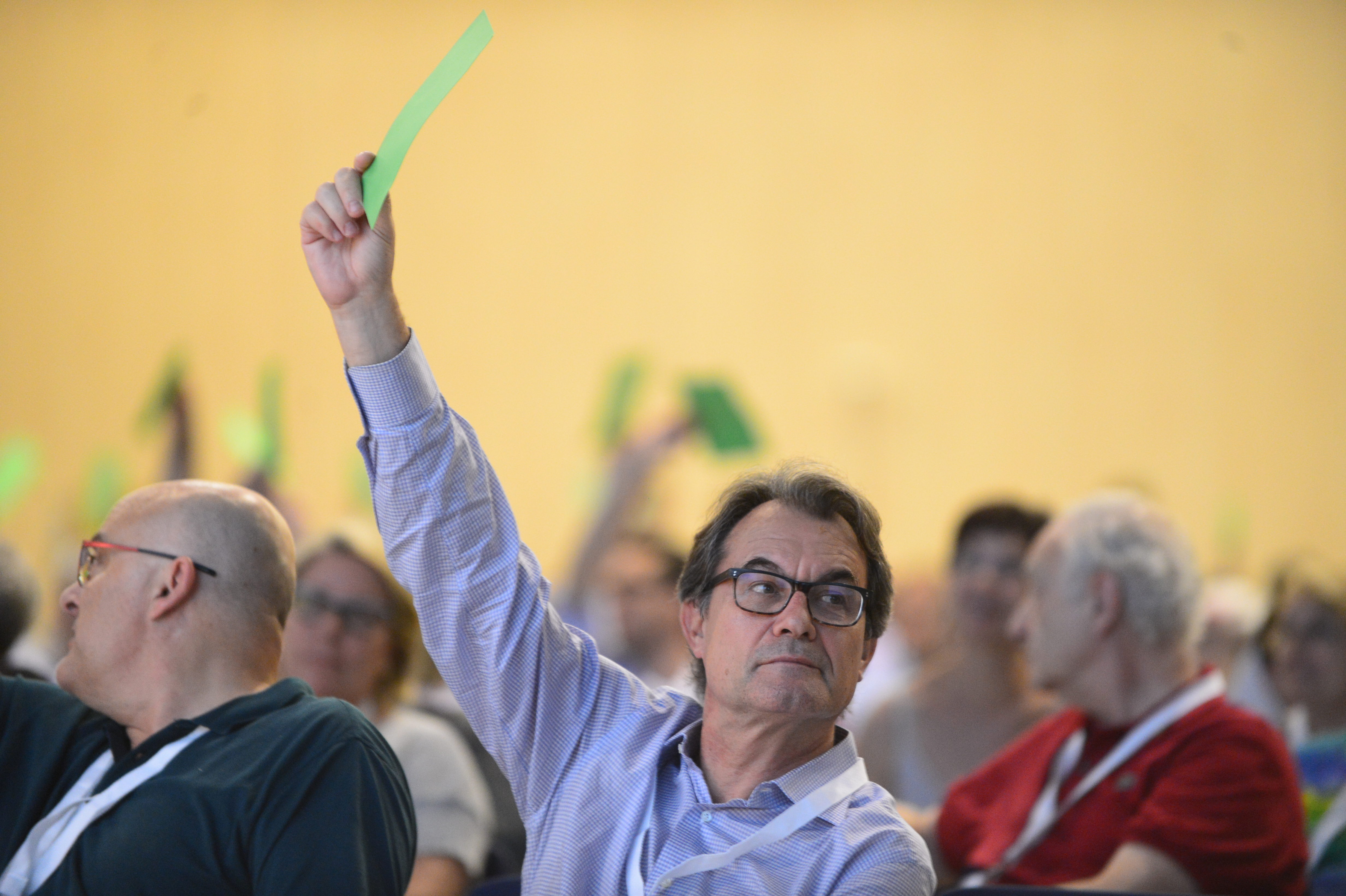
Artur Mas en el congreso fundacional del PDeCAT.

El 23 de julio de 2016 fue elegido presidente del PDeCAT en elecciones primarias con el 95,07 de los votos formando tándem con Neus Munté como vicepresidenta en una candidatura sin oponentes. El 9 de enero de 2018 dimitió del cargo.

### Causa Judicial
El 13 de marzo de 2017 el Tribunal Superior de Justicia de Cataluña (TSJC) condenó, por unanimidad, al expresidente catalán Artur Mas, a dos años de inhabilitación especial para empleo o cargo público y multa por importe de 36.500 euros como autor penalmente responsable de un delito de desobediencia cometido por autoridad o funcionario público, recogido en el artículo 410 del Código Penal español, en concreto, por la llamada Consulta del 9-N. La pena de inhabilitación conlleva la prohibición de ejercer como cargo público local, autonómico o estatal durante el período de condena impuesto.
Como consecuencia de esta sentencia, el Tribunal de Cuentas le condenó a pagar los más de 5 millones de euros que costó al erario público la consulta. El 25 de septiembre de 2017 le fue notificada la liquidación provisional, con apercibimiento de que, en caso de no pagar, le serán embargados sus bienes.
El 22 de diciembre de 2017, el Juez Pablo Llarena del Tribunal Supremo de España acordó la investigación (antes imputado) por rebelión a Artur Mas (presidente del PDeCat), Marta Rovira (secretaria general de ERC), Mireia Boyá (presidenta del grupo parlamentario de la CUP), Anna Gabriel (portavoz de la CUP), Marta Pascal (coordinadora general de la PdeCat), y Neus Lloveras (presidenta de la AMI, la Asociación de Municipios por la Independencia), a todos ellos, por pertenecer al equipo organizador del referéndum independentista ilegal celebrado el pasado 1 de octubre de 2017 y con un rol decisivo en el plan secesionista ilegal, cuya hoja de ruta fue anulada por el Tribunal Constitucional de España. El 23 de marzo de 2018, el juez Llarena desimputa a Artur Mas, Marta Pascal y Neus Lloveras.

## Planteamiento personal con respecto a Cataluña
Cuando el Estatuto de Autonomía de Cataluña de 2006 pasó por el Congreso, se reconoció como nacionalista "tolerante y moderno" pero integrado en el conjunto de España. Aunque, posteriormente, dijo que en un hipotético referéndum soberanista, votaría a favor. Tras la sentencia del Tribunal Constitucional en 2010 que declaró varios artículos del Estatuto inconstitucionales, se declaró partidario del derecho de Cataluña a decidir su futuro, que es en definitiva, según sus palabras, "el derecho de todo pueblo hacia la autodeterminación".

## Cargos desempeñados

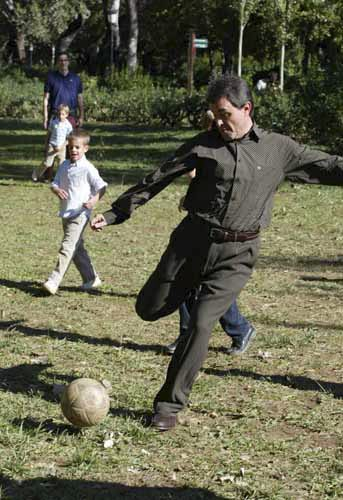
Mas jugando al fútbol (2 de noviembre de 2003).

- Concejal del Ayuntamiento de Barcelona (1987-1995).[65][66]
- Diputado provincial en la Diputación de Barcelona (1991-1995).[65]
- Diputado por Barcelona en la V,[65] VI,[67] VII,[68] VIII,[69] IX[70] y en la X[71] legislatura del Parlamento de Cataluña.
- Consejero de Política Territorial y Obras Públicas. (1995-1997)
- Consejero de Economía y Finanzas. (1997-2001)
- Secretario general de CDC. (2000-2016)
- Conseller en Cap de la Generalidad de Cataluña. (2001-2003)
- Presidente de CiU. (2001-2015)
- Jefe de la oposición de Cataluña. (2004-2010)
- Presidente de la Generalidad de Cataluña. (2010-2016)
- Presidente de CDC. (2012-2016)
- Presidente del PDeCAT (2016-2018)

## Premios y reconocimientos
- Cataluña-Israel (2016).[72]